# Kozubata
Kozubata – wieś w Polsce położona w województwie lubelskim, w powiecie włodawskim, w gminie Urszulin.
W latach 1975–1998 miejscowość administracyjnie należała do województwa chełmskiego.
Wieś stanowi sołectwo gminy Urszulin. Według Narodowego Spisu Powszechnego z roku 2011 wieś liczyła 50 mieszkańców.